# أنطونيو كارو
أنطونيو كارو (بالإسبانية: Antonio Caro)‏ هو رسام كولومبي، ولد عام 1950 في بوغوتا في كولومبيا. وتوفي بنفس المكان في 29 مارس 2021.